# Settimana Santa di Salamanca
La Settimana Santa di Salamanca è una delle celebrazioni più antiche dell'omonima città, costituendo il principale evento religioso della capitale della Castiglia e León. 
La Settimana Santa è animata da 18 confraternite, riunite nel Consiglio della Settimana Santa di Salamanca e che organizzano 23 processioni e atti. Tra questi, i più antichi sono l'Atto della Deposizione di Gesù e la Processione della Santa Sepoltura, che iniziarono nel 1615, e la Processione del Risorto, incominciata nel 1616. La Settimana Santa di Salamanca è stata dichiarata Festa di Interesse Turistico Internazionale nel 2003.

## Storia

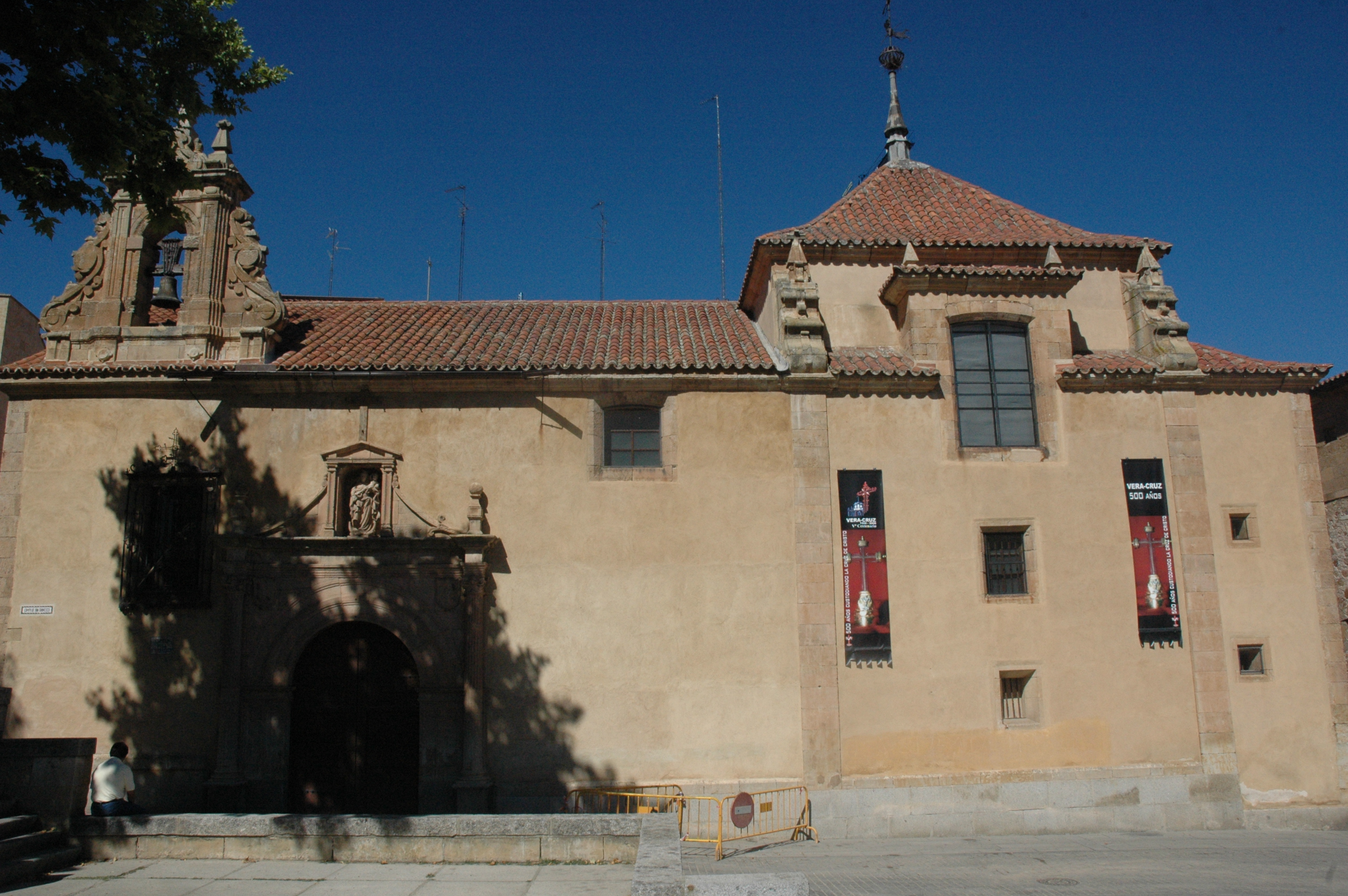
La Cappella della Confraternita della Vera Croce.

La più antica delle confraternite è l'Illustre Confraternita della Santa Croce del Redentore e della Purissima Concezione della Vergine, Sua Madre (Confraternita della Vera Croce), la cui fondazione data al 1506, sebbene abbia origini più antiche, approssimativamente intorno al 1240, quando i fratelli della penitenza di Cristo fondarono l'Ospedale della Santa Croce nel Campo di San Francisco. Questa confraternita organizzava anticamente la Processione della Disciplina il pomeriggio del Giovedì Santo.
Anche le Congregazioni di Gesù Nazareno, di Gesù Riscattato e la Fratellanza di Nostra Signora della Solitudine nacquero nel periodo barocco, ma non si aggregarono alle processioni rispettivamente che nel XVIII secolo, la prima, e nel XIX secolo, le restanti. Un Decreto Reale speciale del re Filippo II attribuiva alla Confraternita della Vera Croce il privilegio, revocato agli inizi del XX secolo, di organizzare tutte le processioni del Mercoledì, Giovedì e Venerdì Santo e della Domenica di Pasqua.

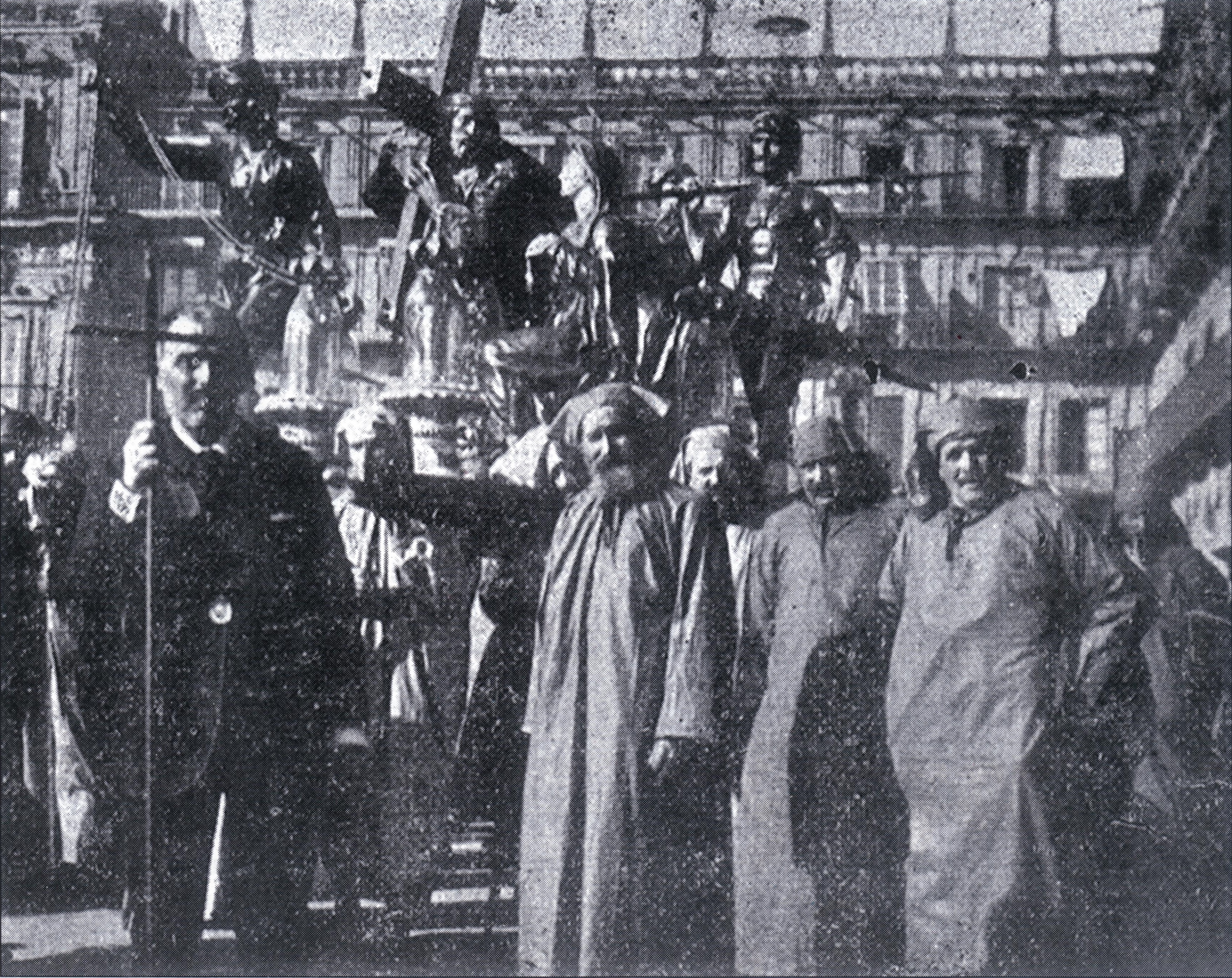
Gesù Nazareno nella Plaza Mayor nell’1898.

Nel 1806, il vescovo Tavira, secondo quanto concordato con il Consiglio di Castiglia e in accordo con lo spirito dell'Illuminismo, ridusse a due le processioni cittadine, organizzando solo la Processione della Santa Sepoltura (Santo Entierro), il Venerdì Santo, con la partecipazione di tutti i pasos, che precedentemente sfilavano tra il Mercoledì e il Venerdì Santo, e la Processione dell'Incontro, la Domenica di Risurrezione. Queste due processioni sono tuttora celebrate.
La Confraternita della Nostra Signora della Solitudine è stata la prima a sfilare senza la tutela della Confraternita della Vera Croce, uscendo per la Santa Sepoltura nel 1905, e uscendo in processione da sola la notte di Venerdì Santo, come fa attualmente. Nel 1926 fondò la Serafica Fratellanza, che sfila il Giovedì Santo.
Dopo la Guerra civile spagnola furono istituite spesso dalle confraternite, tra il 1944 e il 1952: la Confraternita domenicana di Cristo della Buona Morte, la Confraternita di Gesù Amico dei Bambini, la Confraternita di Gesù del Perdono, la Confraternita Universitaria, la Confraternita di Gesù Flagellato (che aveva origini come filiale della Vera Croce nel 1913) e la Confraternita dell'Orazione nell'Orto (Filiale della Vera Croce). In questo periodo furono fondate anche le scomparse Confraternita degli ex combattenti, Confraternita di Gesù della Promessa e Confraternita di Cristo dell'Amparo. Nel 1942 era stato istituito il Consiglio della Settimana Santa di Salamanca, che ha promosso la diffusione e il coordinamento delle processioni.
La fine del Franchismo ha provocato una dura crisi per la Settimana Santa in Salamanca. Varie confraternite smisero di sfilare. Ciò nonostante, nel 1971 fu fondata la Fratellanza del Cristo dell'Amore e della Pace, con spirito innovatore postconciliare, che ha rianimato la Settimana Santa Salmantina e ha contribuito a sollevarla dalla sua profonda crisi.

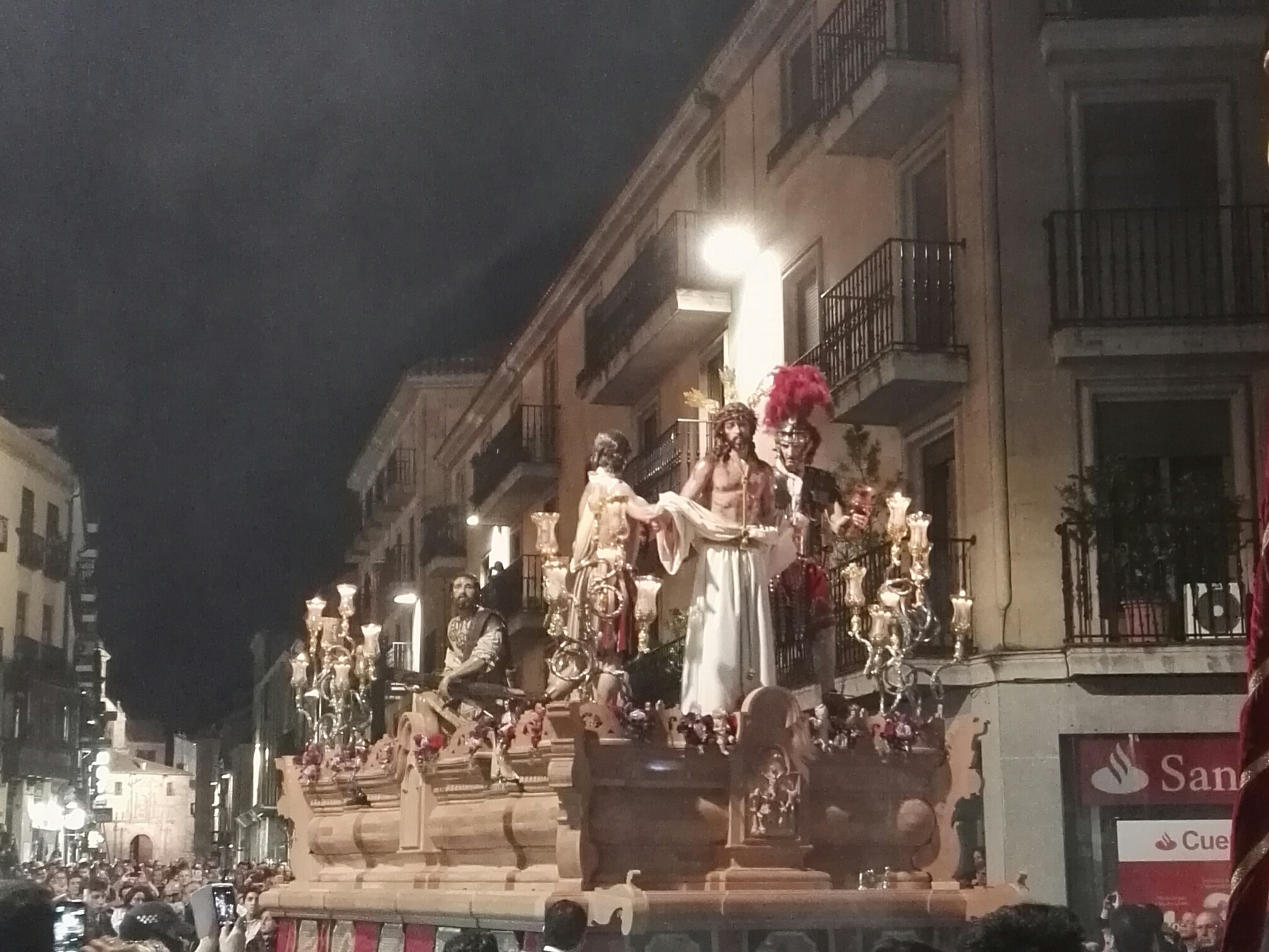
Paso di Gesù spogliato delle vesti.

Negli anni '80 e '90 del XX secolo ci fu una ripresa dell'interesse per questa celebrazione. Furono fondate tre nuove confraternite, quella di Cristo Morto della Misericordia e dell'Agonia Redentrice, quella del Silenzio e quella della Via Crucis, e la Sezione del Cristo della Liberazione della Confraternita dell'Amore e della Pace. Si produsse un incremento nel numero di confratelli in quelle già esistenti, in parte dovuto all'ammissione delle donne in tutte le confraternite. Nel 1995 è stata dichiarata Festa di Interesse Turistico Regionale di Castiglia e León, e nel 1999 ha ricevuto il titolo di Festa di Interesse Turistico Nazionale. Il culmine di questo processo è stata la dichiarazione della Settimana Santa di Salamanca come Festa di Interesse Turistico Internazionale nel 2003. Nel 2008 è stata fondata la Confraternita di Gesù spogliato delle vesti. Il 14 ottobre 2016 è stata fondata la Confraternita francescana del Santissimo Cristo dell'Umiltà.  Il 16 giugno 2019 il vescovo Carlos López ha approvato il decreto di erezione canonica del ramo penitenziale dell'Arciconfraternita del Rosario, confraternita con origini nel XVI secolo riorganizzata nel 2009, con sede nel Convento di Santo Stefano.

## Iconografia

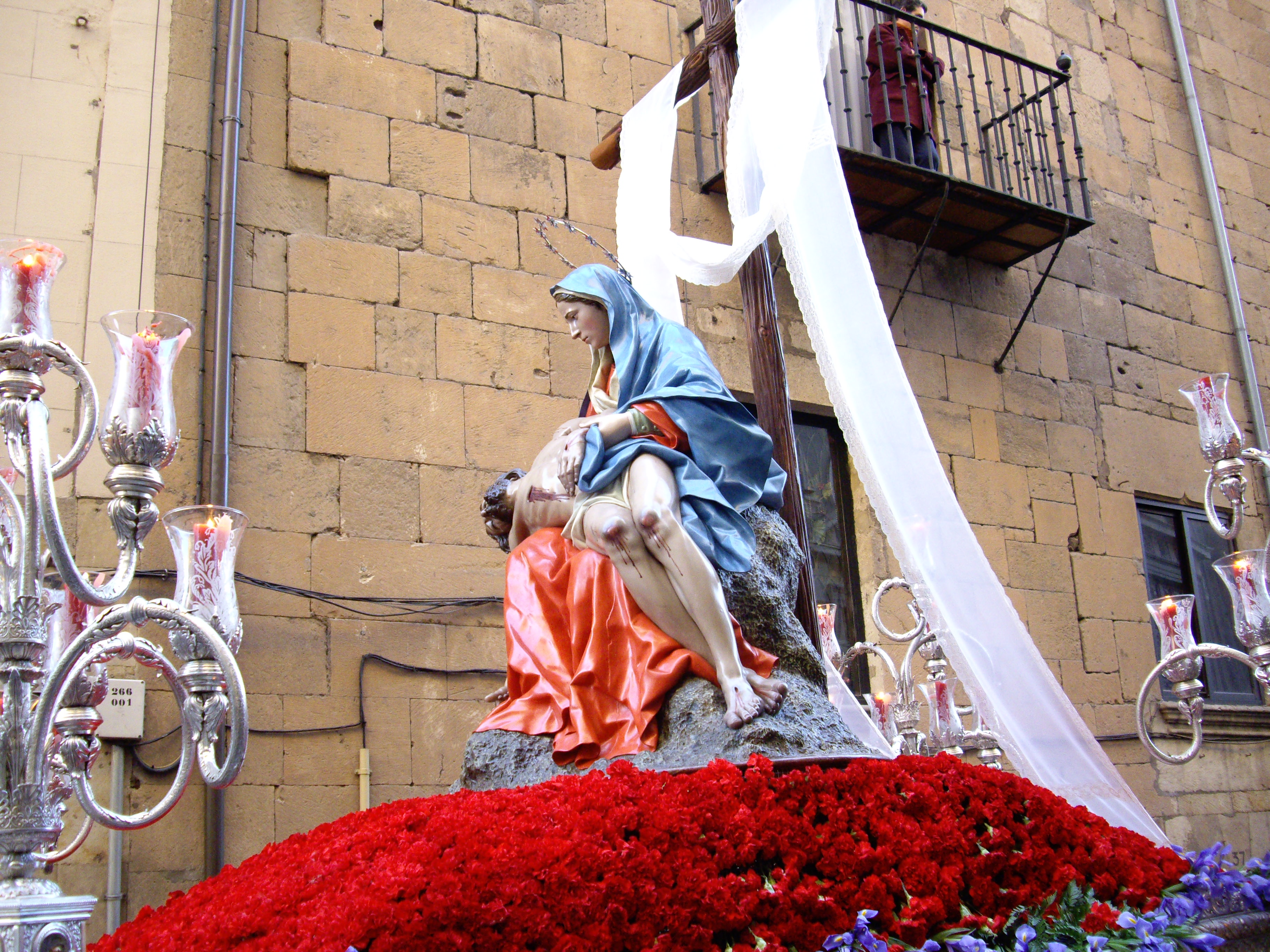
Pietà (Salvador Carmona, 1760).

Salamanca si distingue per le sue preziose immagini. Le confraternite custodiscono sculture in legno che, provenienti dalle sgorbie di insigni scultori, abbracciano più di cinque secoli di storia. La scultura più antica che sfila in Salamanca è il Cristo dell'Agonia Redentrice, che è attribuito a Juan de Balmaseda (XV secolo).
Le immagini barocche delle confraternita di Salamanca sono quelle di maggiore valore artistico e estetico, opere di scultori di grande qualità. Nel XVII secolo, Gregorio Fernández fece l'Immacolata Concezione della Vera Croce. Antonio de Paz ha realizzato i ladri del gruppo della Deposizione di Gesù, il Santo Sepolcro e le tre Marie. Pedro Hernández fece il Cristo Nostro Bene, anche del gruppo della Deposizione di Gesù e l'immagine di Sant'Elena, e gli attribuiscono inoltre le immagini di San Giovanni e della Vergine, nonché le tre Marie che sfilano nel corteo del Sepolcro vuoto, tutte commissionate dalla Confraternita della Vera Croce.
Nel XVIII secolo, Alejandro Carnicero ha realizzato la Flagellazione e il Cristo Risorto. Recentemente si sono attribuiti il gruppo dell’Ecce Homo nel corteo della Canna e il corteo del Nazareno piccolo a Juan Alonso de Villabrille y Ron, che tradizionalmente erano state attribuite a Carnicero. Felipe del Corral fece la stupefacente Addolorata e Juan Tenán Coll il gruppo dell'Orazione nell'Orto. José de Larra Domínguez ha realizzato per la Congregazione del Nazareno il corteo del dedicatario e gli si attribuisce anche la realizzazione della Madonna delle Angosce, della Congregazione di Gesù Soccorso.  L'immagine di Gesù Soccorso (XVII secolo) è di autore anonimo.
Bernardo Pérez de Robles scolpiva notevoli crocifissi come quello dell'Agonia, quello del Perdono o quello dell'Amparo; Esteban de Rueda ha realizzato il superbo Cristo della Luce de La Clerecía e Luis Salvador Carmona fece per Salamanca capolavori come il Gesù Flagellato, con gli angeli che l'accompagnano, e la Pietà della Cattedrale. Della Madonna della Sapienza (secolo XVII), delle immagini secondarie del gruppo della Caduta (XVIII secolo) e del Cristo dei Doctrinos (secolo XVIII) secolo si ignora la paternità.
Nel secolo XX sviluppò la denominata Scuola di iconografia di Salamanca, che ha realizzato opere per tutta Spagna tra il 1940 e il 1960. Inocencio Soriano Montagut fece nel 1939 l'Addolorata della Serafica Fratellanza. Damián Villar ha realizzato per la Confraternita domenicana il Gesù della Passione e la Madonna della Speranza, e due per la Serafica Fratellanza: la Cattura e il Cristo dell'Agonia). Francisco González Macías fece il gruppo di Gesù davanti a Pilato per la Serafica Fratellanza, la prima immagine della Madonna della Speranza per la Confraternita domenicana e riallestì il gruppo della Caduta per la Confraternita della Vera Croce. Ci sono altri preziosi apporti forestieri come l'immagine della Madonna della Solitudine del valenciano Mariano Benlliure.
Fra le effigi del secolo XXI, si deve ad Antonio Malmierca l'immagine di Gesù della Via Crucis, a Francisco Romero Zafra, le immagini di Gesù spogliato e di Maria Santissima della Carità e della Consolazione, e a Manuel Madroñal Isorna, le immagini secondarie del gruppo del Gesù spogliato dalle vesti, aggiunte tra il 2015 e il 2017.

## Processioni
Di seguito è riportato un elenco delle confraternite che fanno penitenza per ogni giorno della manifestazione, a partire dal 2013.

### Quinto venerdì di Quaresima (Venerdì dei Dolori)
- Processione della Via Matris. Confraternita della Vera Croce (1909).
- Spostamento del Cristo della Liberazione. Confraternita del Cristo dell'Amore e della Pace (1988).

### Quinto sabato di Quaresima (Sabato di Passione)
- Processione di Gesù della Redenzione. Arciconfraternita del Rosario (2019).
- Processione della Confraternita francescana (2016).

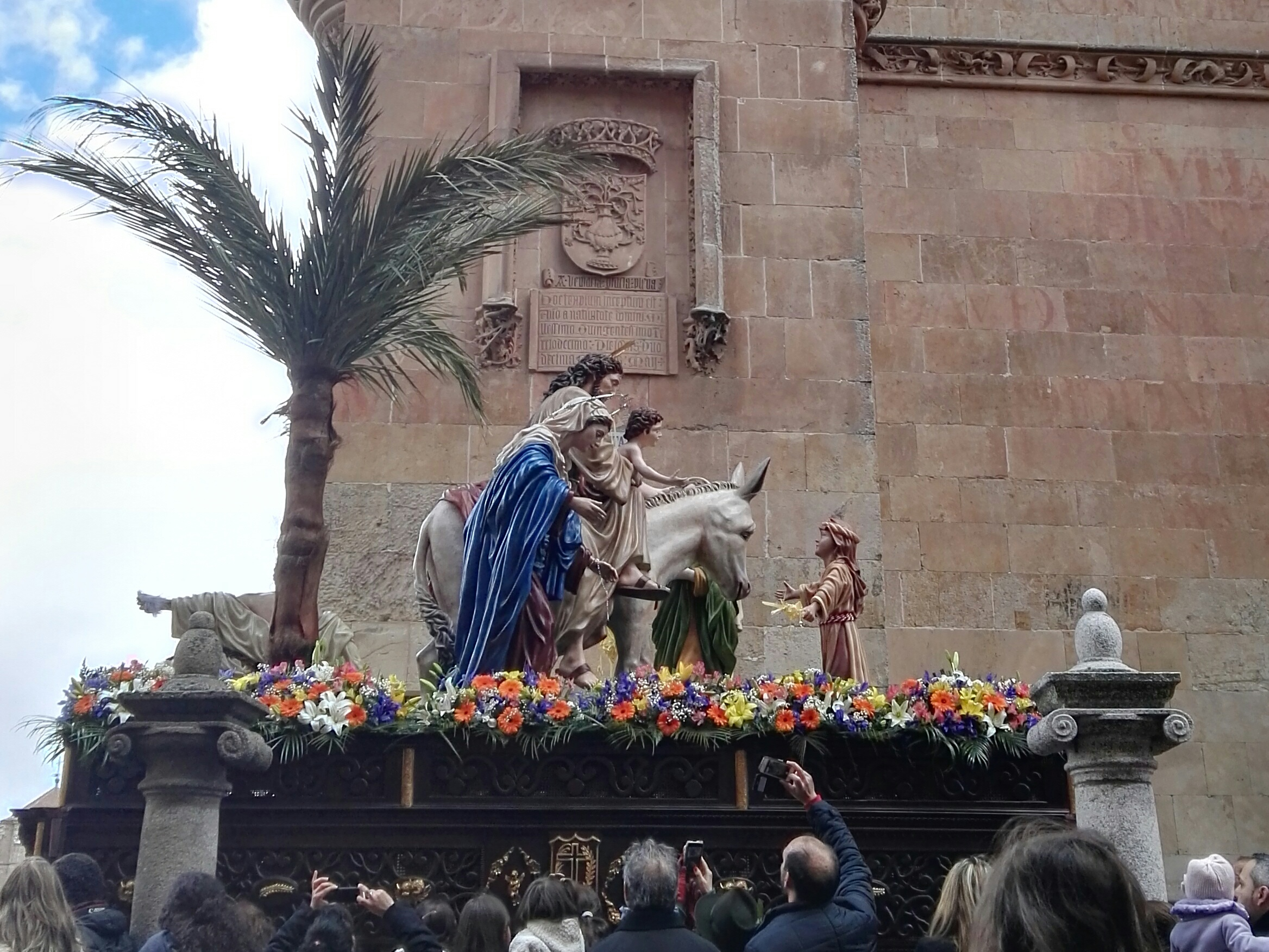
Processione di Gesù amico dei bambini.

### Domenica delle Palme
- Processione di Gesù amico dei bambini (1945).
- Processione di Gesù spogliato delle vesti (2008).
- Processione di Gesù del Perdono (1945).

### Lunedì Santo
- Processione di Cristo dei Doctrinos. Confraternita della Vera Croce (1985).

### Martedì Santo
- Processione di Cristo della Luce e Madonna della Sapienza. Confraternita Universitaria (1948).

### Mercoledì Santo
- Processione di Gesù Flagellato (1913/1948).

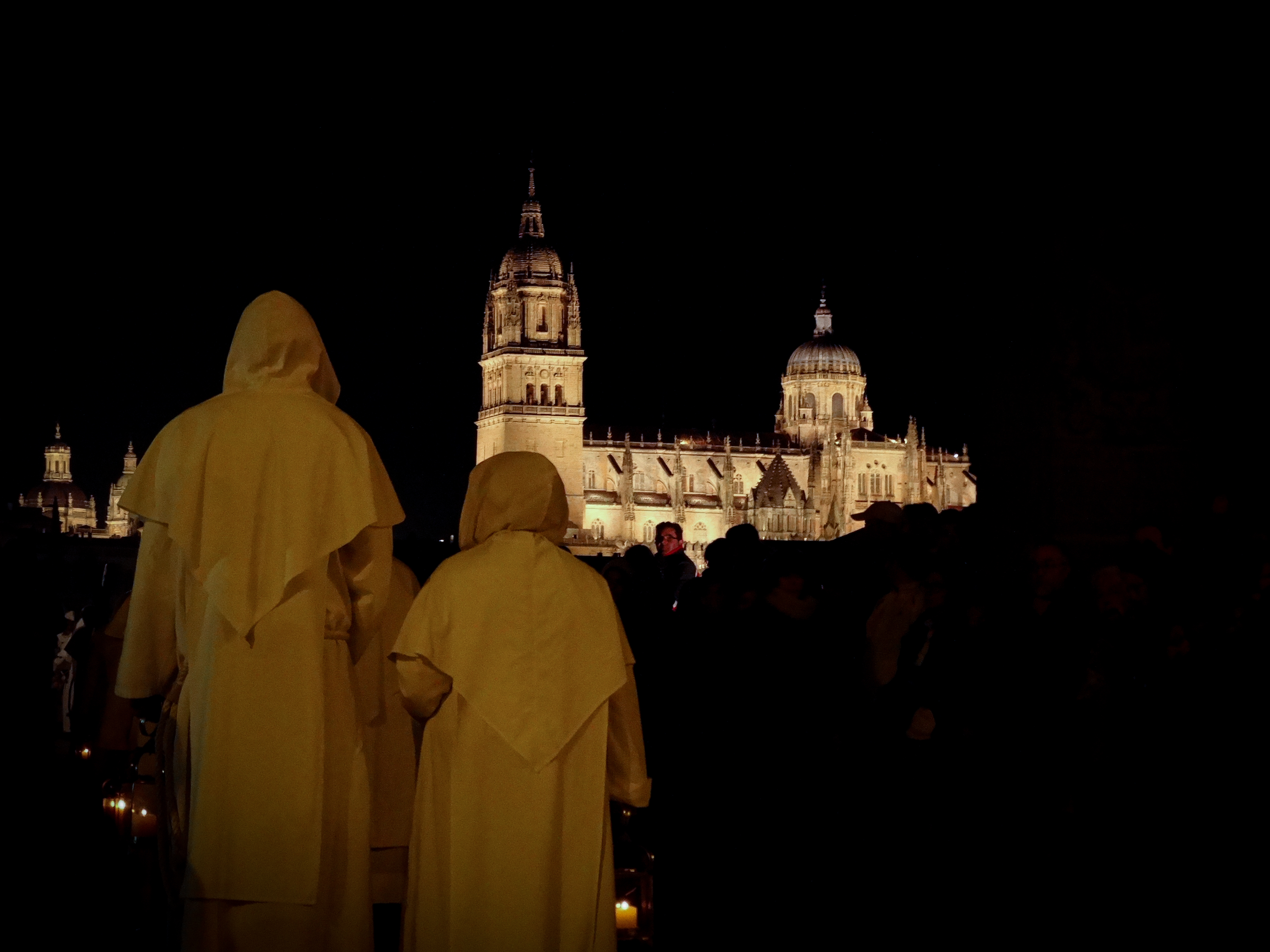
Processione di Cristo dell'Amore e della Pace sul Ponte romano di Salamanca.

### Giovedì Santo
- Processione di Cristo Morto (1987).
- Processione di Cristo dell'Agonia (1927).
- Processione della Via Crucis (1989).
- Processione di Cristo dell'Amore e della Pace (1971).

### Venerdì Santo
- Processione della Confraternita domenicana (1945).
- Deposizione di Gesù (1615).
- Processione della Santa Sepoltura. Confraternita della Vera Croce (1615).
- Processione dell'Orazione nell'orto (1952).
- Processione di Gesù Riscattato (1860).
- Processione di Gesù Nazareno (1715).

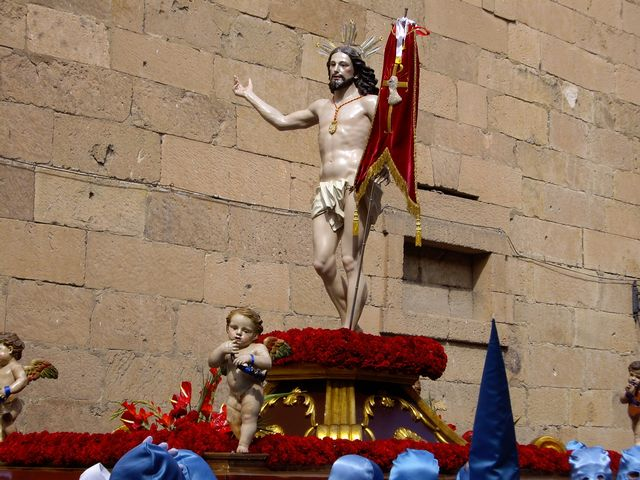
Gesù Risorto. Processione dell'Incontro.

### Sabato santo
- Processione della Madonna della Solitudine (1890).
- Processione di Cristo della Liberazione (1988).
- Processione del Silenzio (1985).

### Domenica di Resurrezione
- Processione dell'Incontro. Confraternita della Vera Croce (1616).